# Morarano (Itasy)
Morarano is een plaats en gemeente in Madagaskar gelegen in het district Arivonimamo van de regio Itasy. Er woonden bij de volkstelling in 2001 ongeveer 13.000 mensen.
In de plaats is basisonderwijs beschikbaar. 99% van de bevolking is landbouwer. Het belangrijkste gewas is rijst, maar er wordt ook mais, cassave en tomaten verbouwd. 1% van de bevolking is werkzaam in de dienstensector.